# Prehrambeno-tehnološki fakultet u Osijeku
Prehrambeno-tehnološki fakultet u Osijeku visoko je učilište u sastavu Sveučilišta Josipa Jurja Strossmayera u Osijeku.

## Povijest
Godine 1970. Savjet Visoke poljoprivredne škole u Osijeku, na inicijativu nekoliko profesora Biotehnološkog odjela Tehnološkog fakulteta u Zagrebu, osnovao je Prehrambeno-tehnološki odjel u okviru Visoke poljoprivredne škole. Već sljedeće godine Visoka poljoprivredna škola postala je Poljoprivredno-prehrambeno tehnološki fakultet.
Nakon osnivanja Sveučilišta u Osijeku 1975. stvorili su se uvjeti za pokretanje Prehrambeno-tehnološkog fakulteta, koji je 1976. počeo s radom i bio je dijelom Biotehničkog znanstveno-nastavnog centra. Odmah s osamostaljenjem, počela je izgradnja nove zgrade na Tenjskoj cesti, koju je fakultet počeo rabiti 1980. useljavanjem u prvu zgradu, a 1986. i u drugu.
Tijekom Domovinskog rata fakultet je morao napustiti svoju zgradu koja se našla na samoj crti obrane Osijeka, pa je bila nemilice razarana. Ipak, fakultet nije prestao raditi jer je Prehrambeno-biotehnološki fakultet u Zagrebu omogućio da se u njegovim prostorijama održava nastava. Nakon prestanka intenzivnih napada, fakultet je djelovao na više mjesta diljem Osijeka, sve do smještanja u Tvrđu, gdje djeluje i danas. U planu je izgradnja nove zgrade fakulteta.

## Ustrojstvo
- Zavod za primijenjenu kemiju i biologiju
  - Katedra za kemiju i ekologiju
  - Katedra za primijenjenu kemiju i instrumentalne metode
  - Katedra za biokemiju i toksikologiju

- Zavod za prehrambene tehnologije
  - Katedra za prehrambeno inženjerstvo
  - Katedra za tehnologije prerade žitarica
  - Katedra za tehnologiju voća i povrća
  - Katedra za tehnologiju ugljikohidrata
  - Katedra za mljekarstvo
  - Katedra za tehnologiju mesa i ribe

- Zavod za ispitivanje hrane i prehrane
  - Katedra za kakvoću hrane
  - Katedra za prehranu
  - Katedra za biologiju i mikrobiologiju

- Zavod za procesno inženjerstvo
  - Katedra za tehnološke operacije
  - Katedra za termodinamiku i reakcijsko inženjerstvo
  - Katedra za modeliranje, optimiranje i automatizaciju
  - Katedra za projektiranje tehnoloških procesa i konstrukcijske materijale
  - Katedra za bioprocesno inženjerstvo

- Katedra za strane jezike i kineziologiju

## Vanjske poveznice
- Službene stranice